# Cocquio-Trevisago
Cocquio-Trevisago (lombardul: Coeuch Trevisagh) település Olaszországban, Varese megyében. Lakosainak száma 4626 fő (2023. január 1.). Cocquio-Trevisago Azzio, Besozzo, Cuvio, Gavirate, Gemonio és Orino községekkel határos.

## Népesség
A település népességének változása:
| Lakosok száma | 4742 | 4755 | 4626 |
|               | 2017 | 2018 | 2023 |